# Littérature amérindienne
La littérature amérindienne est la littérature orale et écrite des peuples autochtones des Amériques. Il s'agit de traditions orales ou d'anciens écrits hiéroglyphiques et pictographiques d'Amérique centrale, de contes populaires et de mythes, puis de publications (autobiographies, études à caractère anthropologique, fictions) reprenant des pratiques d'écriture plus similaires aux pratiques européennes.

## Territoire nord-américain (Canada & États-Unis)
Les littératures amérindiennes en Amérique du Nord sont issues d'un ensemble de traditions orales datant d'avant le contact avec les Européens et/ou de l'adoption ultérieure des pratiques d'écriture européennes. Les traditions orales comprennent non seulement les récits narratifs, mais aussi les chansons, les chants et la poésie utilisés lors des rituels et des cérémonies. Nombre de ces histoires et de ces chansons ont été transcrites par des anthropologues blancs, mais souvent au prix de conflits importants avec les tribus et avec des erreurs d'interprétation et/ou de traduction importantes.
Les premiers amérindiens ayant publié des ouvrages, à la fin du XVIIIe siècle aux États-Unis, sont généralement des indiens convertis au christianisme, des hommes envoyés comme missionnaires dans leur peuple d'origine pour tenter de les convertir en utilisant les langues autochtones, comme Samson Occom (1723-1792) ou encore William Apess (en) (1799-1839). 
St Nicholas, une revue pour la jeunesse, publie en 1880 les récits de vie des quatre filles du chef omaha Joseph LaFlesche (1822-1888) : Susette La Flesche Tibbles (1854-1903), Rosalie La Flesche Farley (1861-1900),  Marguerite La Flesche (1862-1945), Susan La Flesche Picotte (1865-1915)
Au début du XIXe siècle apparaît celle qui est considérée comme la première écrivaine amérindienne publiée, Jane Johnston Schoolcraft (1800-1842, de son nom amérindien Bamewawagezhikaquay), dont les parents sont un trappeur d'origine irlandaise d'une part, et Ozhaguscodaywayquay (1775-1843), fille d'un important chef de guerre de la tribu des Ojibwés, d'autre part. Mais elle fait longtemps exception, les femmes amérindiennes parvenant à être publiées sont encore rares. Peut être citée également Catherine Brown (en) (1800-1823), une femme d'origine cherokee et une missionnaire, puis d'autres mais plutôt dans la deuxième moitié du XIXe siècle comme Sarah Winnemucca (1844-1891) qui a décrit les premiers contacts de son peuple avec les explorateurs et les colons blancs, mais aussi Zitkala-Sa (1876-1938), d'origine lakota, qui témoigna du processus d'assimilation culturelle assez violent pratiqué par certaines institutions envers les enfants amérindiens, ou Sophia Alice Callahan (1868-1894), d'origine creek. Au XXe siècle, Ella Cara Deloria (1889-1971), sioux, est une écrivaine mais surtout « une des premières figures biculturelles vraiment bilingues de l’anthropologie américaine », travaillant avec Franz Boas et s'employant à collecter les éléments de la culture traditionnelle de son peuple.

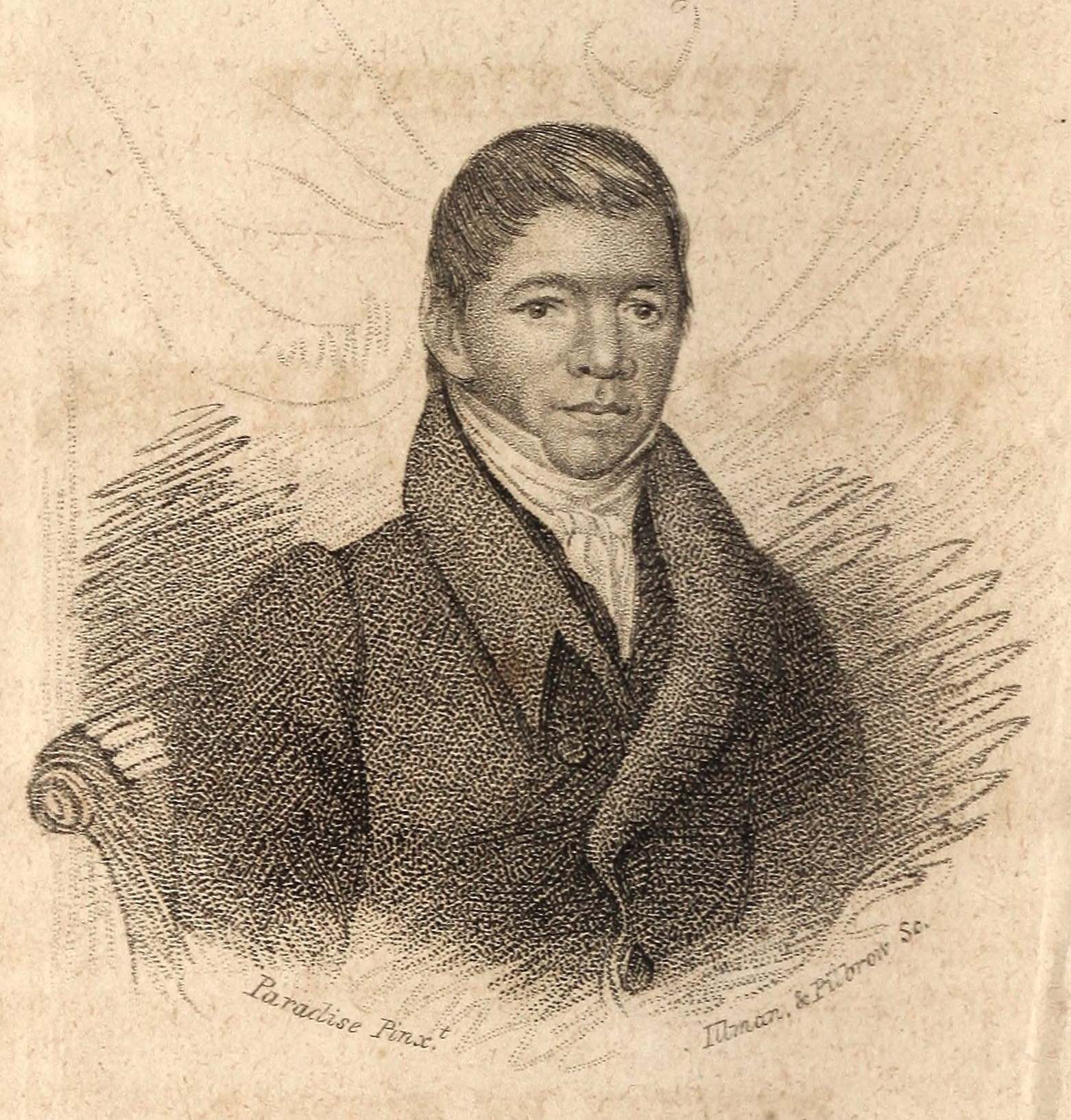
William Apess
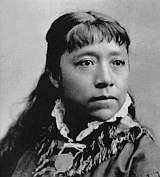
Sarah Winnemucca
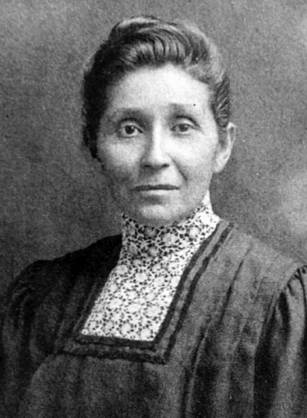
Susan La Flesche Picotte
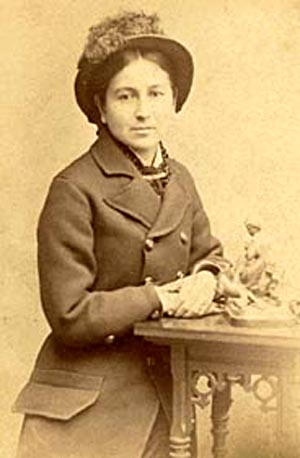
Susette La Flesche Tibbles
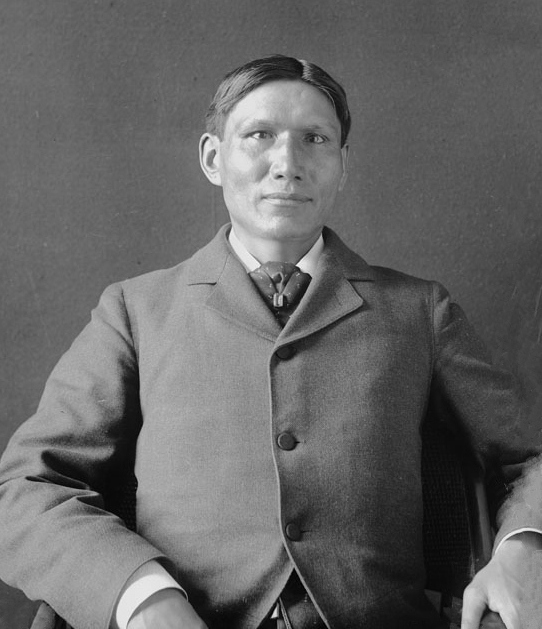
Charles Eastman

Au début des années 1900, alors que le public blanc américain commence à s'intéresser à la vie et aux cultures des Amérindiens, des écrivains amérindiens transcrivent les histoires de leurs cultures, comme Old Indian Days de Charles Eastman (1858-1939) et Coyote Tales de Mourning Dove (en) (1884-1936). D'autres écrivent de la fiction, par exemple, le roman Cogewea de Mourning Dove et The Surrounded de D'Arcy McNickle (en) (1904-1977). L'œuvre amérindienne la plus connue de cette période est sans doute Green Grow the Lilacs, une pièce de l'auteur cherokee Lynn Riggs (en) (1899-1954) qui a servi de base à une comédie musicale Oklahoma !, un des premiers grand succès musical de Broadway, adaptée au cinéma également.
La fin du XXe siècle est marquée par la renaissance amérindienne. Cette expression Renaissance amérindienne, quelquefois critiquée et forgée en 1983, désigne la forte augmentation des publications de littérature amérindienne à partir de 1969 puis durant les années suivantes. Mais cette renaissance n'a pas été seulement littéraire.

## Amérique du Sud et Amérique centrale
En Amérique centrale et en Amérique du Sud, une des caractéristiques linguistiques et littéraires est l'existence, avant les colonisations européennes (espagnole, mais aussi portugaise, anglaise et française), de textes en systèmes d'écriture non européenne (ni alphabétique). Après l'arrivée des colonisateurs européens, des écrits apparaissent en langues yumanes, langues uto-aztèques, langues mayas (quiché, tzotzile, etc.), langues tequistlatèques, langues zoques, purépecha, langues zapotèques, quechua, mapudungun, etc., mais sous les caractéristiques des éditions européennes.
Le second point est (malgré l'hécatombe de grandes et de petites ethnies et/ou cultures et/ou langues, avant et après 1500, pour des multitudes de causes croisées), le maintien de nombreux peuples autochtones avec leurs langues : langues en Amérique du Sud, et particulièrement en Bolivie, au Brésil, en Équateur, au Paraguay, au Pérou, en Uruguay, au Venezuela.
Le troisième point important est l'accès dès le XXe siècle aux plus hautes fonctions de l'exécutif de personnalités politiques d'origines en partie amérindiennes comme Lázaro Cárdenas, qui ont repris à leur compte une politique d'indigénisme, ouvrant ainsi des espaces à la littérature amérindienne.
- Poésie précolombienne (es).

### Mexique / Mésoamérique
Au centre du Mexique, les Aztèques ont développé une écriture aztèque, également appelée écriture nahuatl, qui est un système d'écriture glyphique (utilisant à la fois des pictogrammes, des idéogrammes et des constructions phonétiques) qui était utilisé dans l'Empire aztèque (ou mexica), notamment dans les codex aztèques. Le nahuatl a été pendant plusieurs siècles, avant l'arrivée des Européens, langue véhiculaire dans l'ensemble de la Mésoamérique (Amérique centrale comprise). Les plus connus des codex sont signalés en annexe de l'article.
Les Mayas ont développé, surtout dans la péninsule du Yucatán, mais aussi dans toute une aire culturelle maya, une civilisation maya, avec architecture, astrologie, écriture, art, mathématiques. Dès les débuts de l'évangélisation, vers 1500-1550, certains prêtres chrétiens catholiques espagnols ont brûlé la quasi-totalité des livres (codex) en écorce de figuier, laissés par les Mayas. Seuls quatre codex ont été retrouvés.
- Codex, papier d'amate
- Institut national des langues indigènes, Langues uto-aztèques, dont nahuatl
- Loi générale des droits linguistiques des peuples indigènes (Mexique)

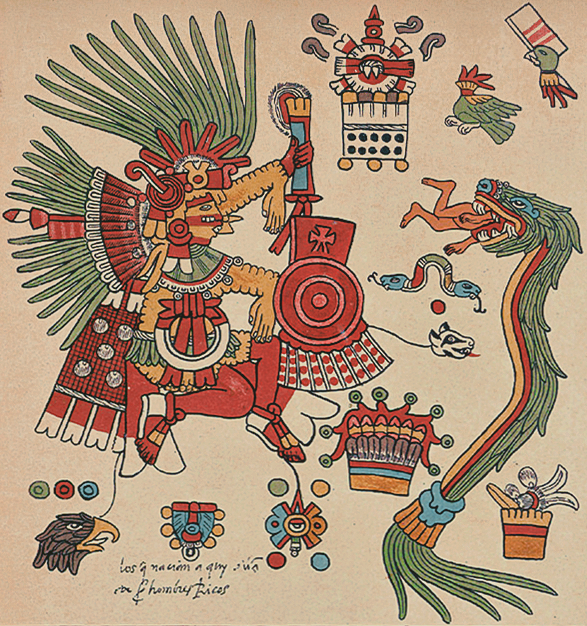
Borbonicus Codex p14
Matrícula de tributos p5
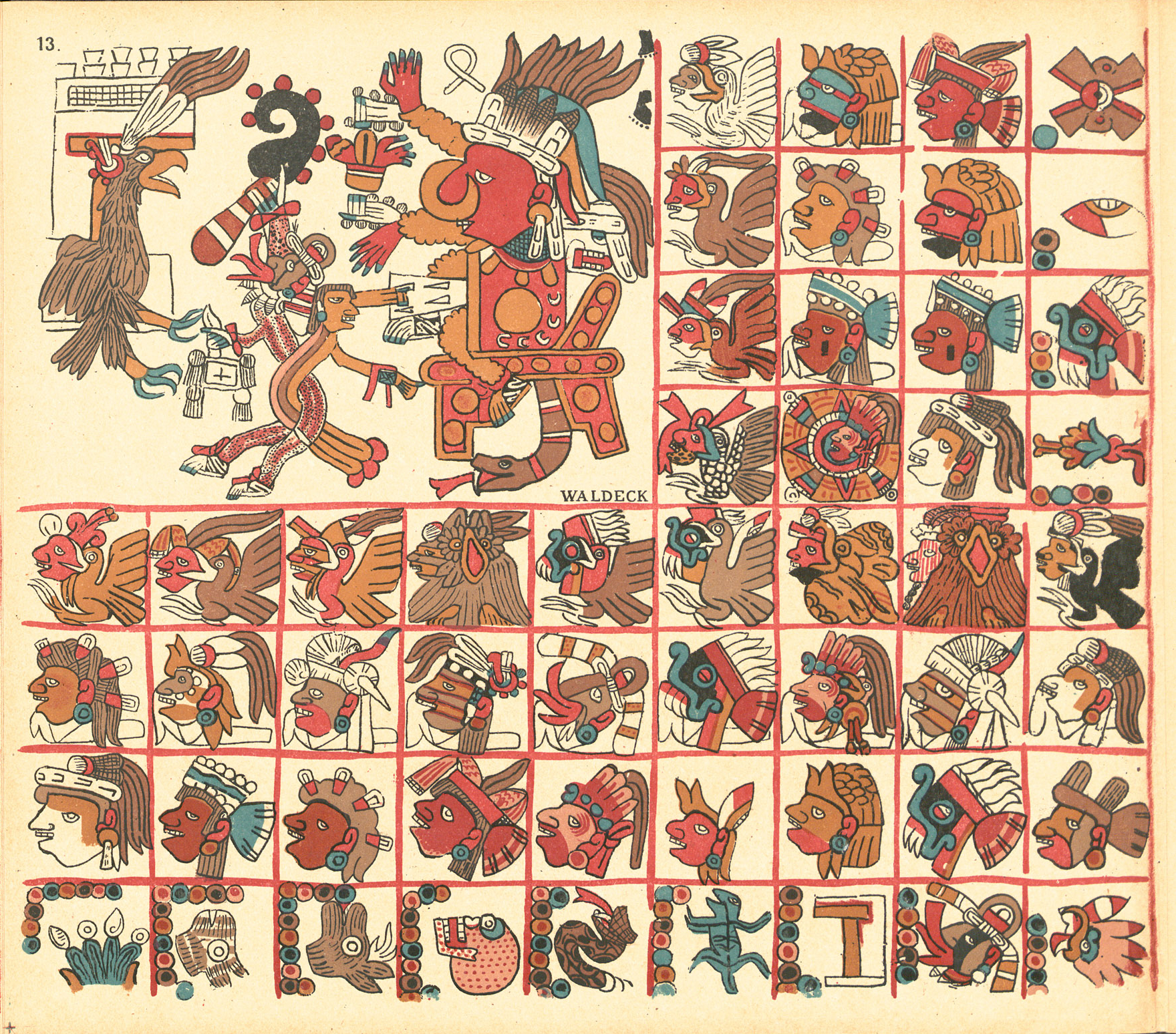
Tonalámatl de Aubin f13
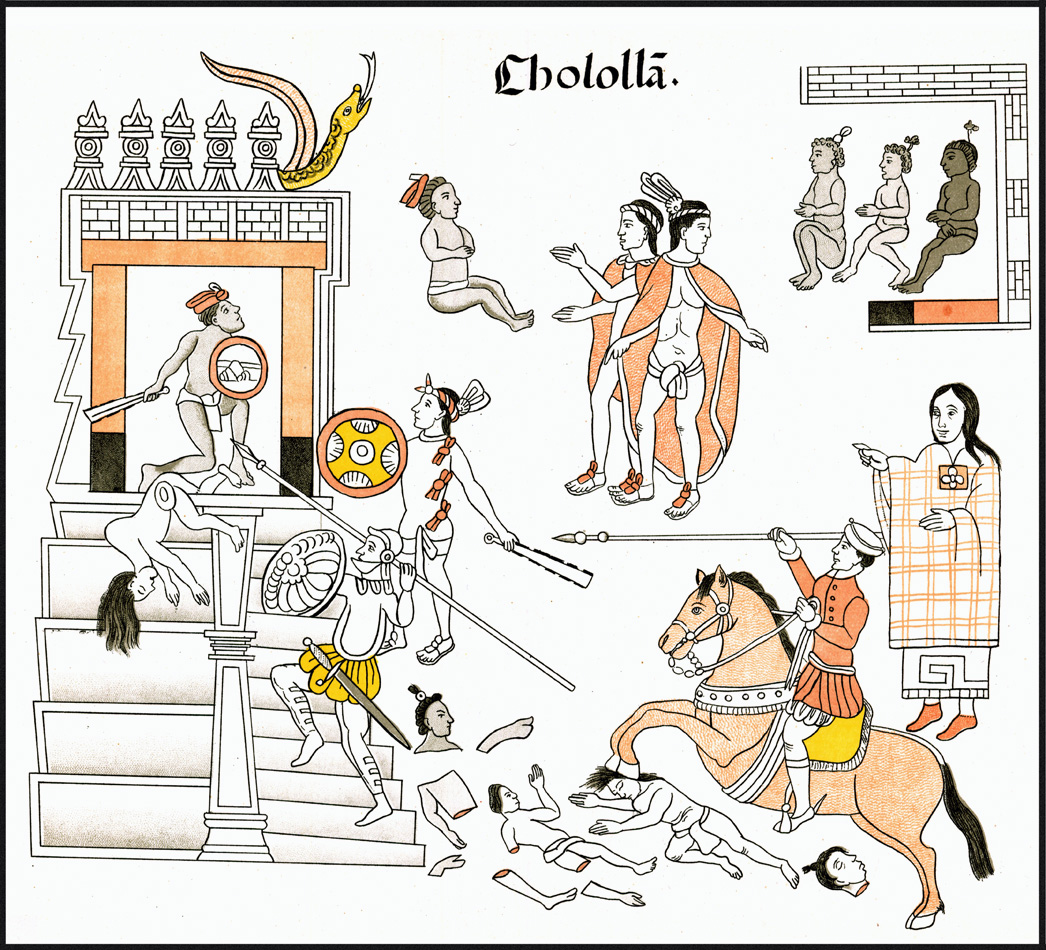
Matanza de Cholula
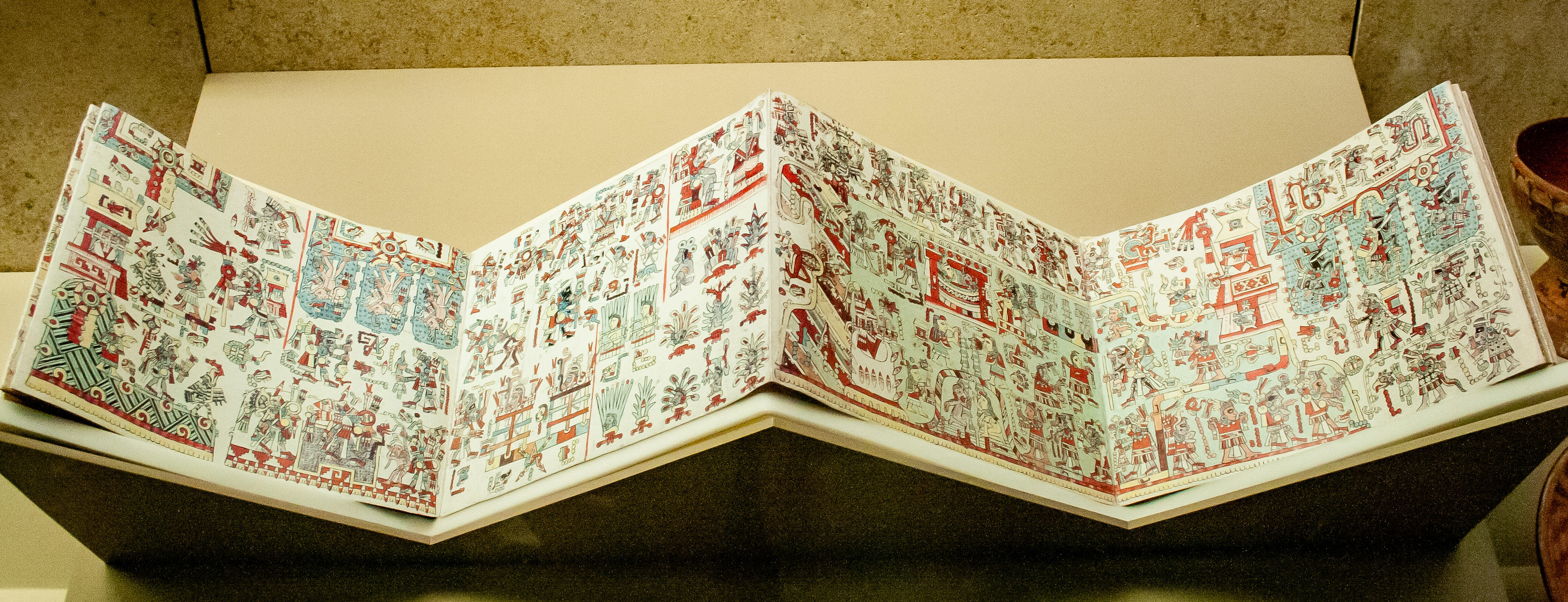
Codex Zouche-Nuttall

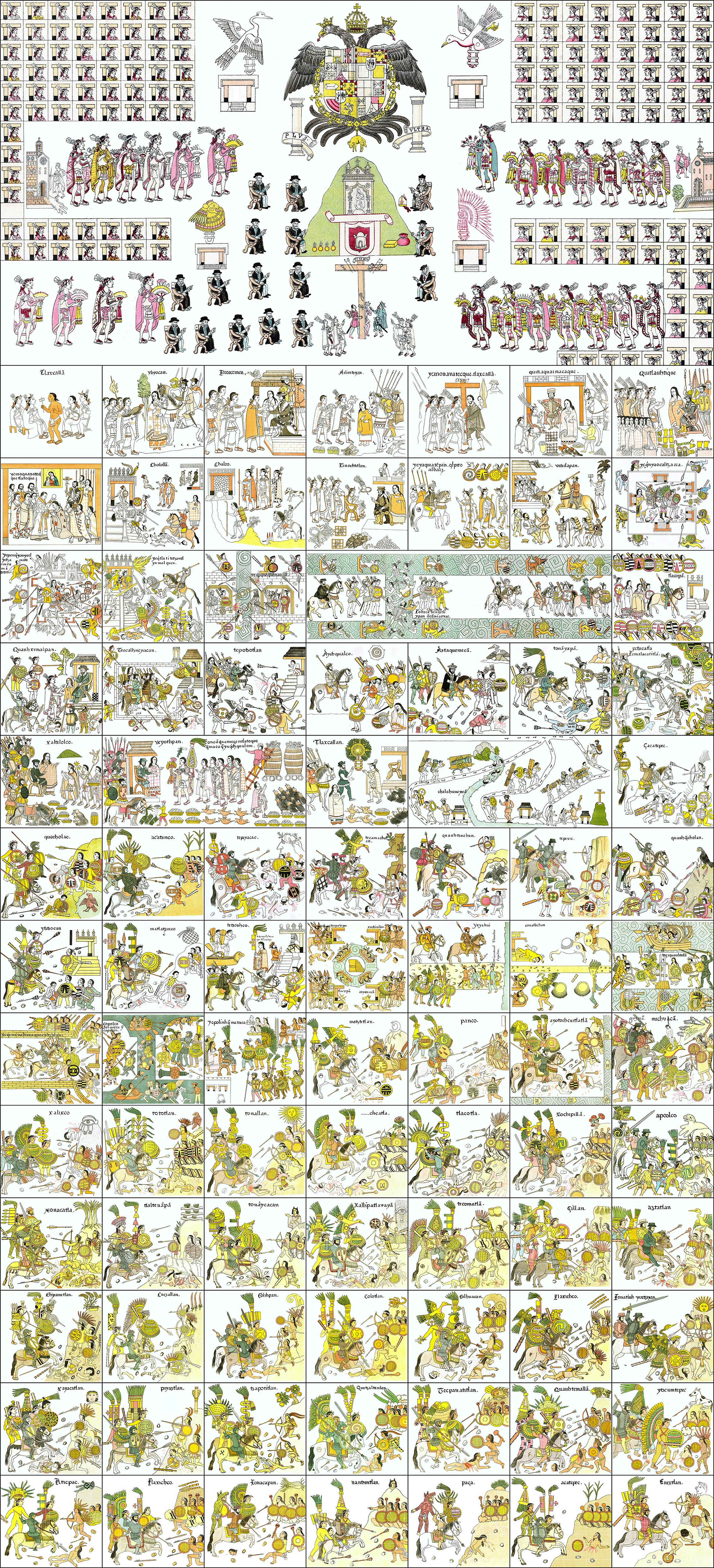
Lienzo de Tlaxcala

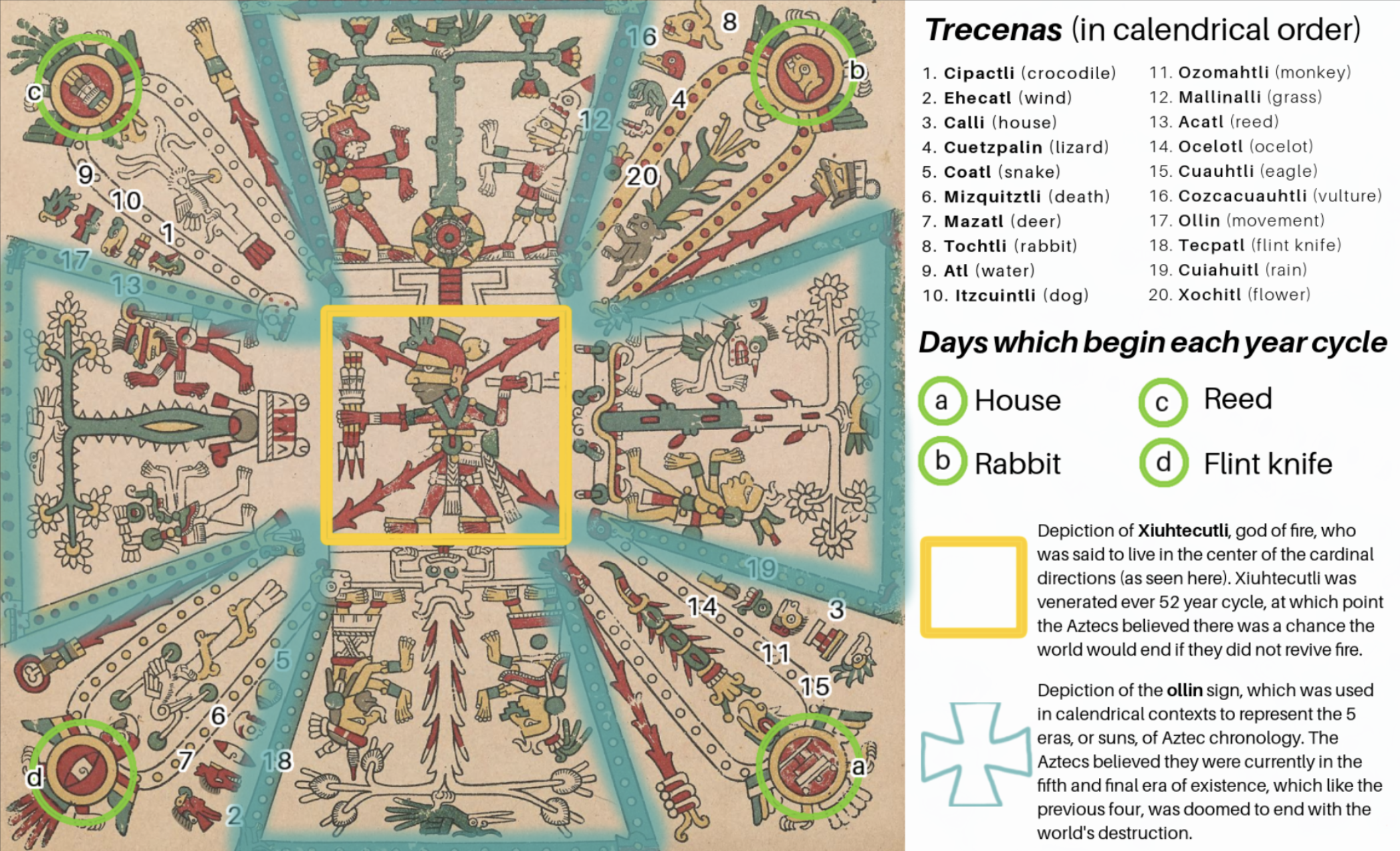
Codex Fejéváry-Mayer, frontispice annoté

- Codex mésoaméricain, Codex préhispanique ou précortésien (à la différence de tout codex colonial ou postcortésienl), tlacuilo (scribe-peintre)
- Codex aztèque, écriture aztèque
  - Codex Azcatitlan, Codex Borbonicus, Codex Boturini, Codex Magliabechiano
  - Codex Moctezuma (Matrícula de Tributos), Tonalamatl Aubin, Libellus de medicinalibus indorum herbis (1552)
  - Codex Xolotl, sur l'histoire des Chichimèques
  - Codex Telleriano-Remensis (plus tardif, livre calendaire divinatoire des marchands, de style aztèque)
  - Codex Azcatitlan colonial
  - Codex Telleriano-Remensis colonial
  - Codex Tudela (en) colonial
  - Codex Magliabechiano colonial
  - Codex Mendoza (1540) colonial
  - Coidex Porfirio Díaz (es) colonial
  - Lienzo de Tlaxcala (1552) colonial indigène des Tlaxcaltèques
  - Groupe Borgia de style commun appelé Mixteca-Puebla : Codex Borgia, Codex Cospi, Codex Fejérváry-Mayer, Codex Ixtlilxochitl (1550-1650), Codex Laud, Codex Ríos (ou Codex Vaticanus A), Codex Vaticanus B

- Codex mixtèque : codex Bodley, Colombino-Becker, Nuttall, Vindobonensis, Egerton-Becker et Selden

- Codex maya, en écriture maya (langues mayas) : 
  - Codex Tro-Cortesianus dit de Madrid, Codex de Dresde
  - Codex de Paris (ou Codex Peresianus), Codex Grolier (ou de Mexico)
  - Chilam Balam (en maya yucatèque), Popol Vuh (en quiché)
- Littérature mexicaine en maya

- Nahuatl, mexicanero (náhuatl de Durango)
  - Tonalamatl, codex calendaire divinatoire nahua (en nahuatl), Tonalamatl Aubin (colinal indigène)
  - Codex Techialoyan (es), série de codex tardifs à usage de droits de propriété ou de commandement
  - Codex Durán (1581), de Diego Durán (1537-1588), missionnaire dominicain et historien
  - Chronique Mexicáyotl (es) (1598c)
  - Lienzo de Quauhquechollan, codex colonial indigène mixte
- Littérature mexicaine en nahuatl
- Littérature mexicaine en purépecha

### Espace andin

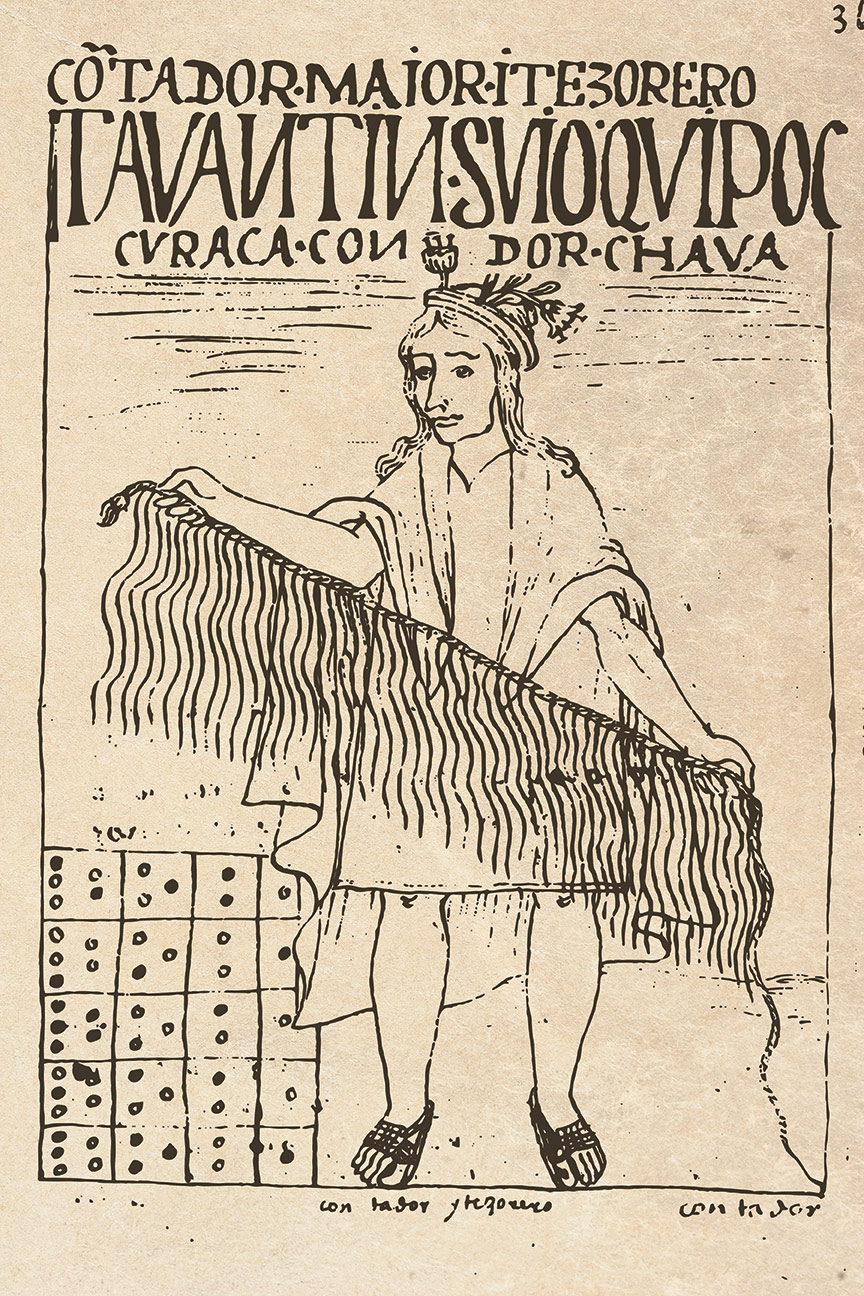
Registre quipu

La civilisation inca, c'est d'abord l'Empire inca, l'art, les mathématiques incas, mais il n'existe pas de véritable écriture inca. Les comptables de l'administration inca, Quipucamayoc utilisaient des quipus, et des abaques (yupana).
Felipe Guamán Poma de Ayala (~1540-1615), chroniqueur indigène du Pérou, de famille noble inca, dans El primer nueva corónica y buen gobierno (Nouvelle chronique et bon gouvernement, ~1615, 1200 pages), livre une somme d'informations.
Inca Garcilaso de la Vega (1539-1616), chroniqueur métis hispano-quéchua, dans Comentarios Reales de los Incas (Commentaires royaux des Incas, 1609), en fournit un riche complément.

### Espace caraïbe
Les populations amérindiennes des Antilles ont globalement disparu, remplacées par des populations ouest-africaines esclaves.
Les métissages ont développé divers créoles.
Aucune littérature amérindienne des Antilles/Caraïbes ne semble pouvoir émerger.

### Monde contemporain
Les peuples indigènes d'Amérique du Sud ont beaucoup évolué depuis 1492.
La littérature latino-américaine se fait au XXIe siècle essentiellement en espagnol et portugais, mais les langues indigènes continuent : chants, mythes, contes, conversations, jeux, etc., en tradition orale mais aussi bien sur support écrit (journalisme, littérature, internet), quand c'est possible.
- Brésil : Littérature indigène au Brésil (pt)
- Chili : Poésie contemporaine mapuche
- Équateur : Littérature quechua (es), littérature quechua de Cuzco (es)
- Paraguay : Auteurs en guarani
- Pérou : Yaraví, chant d'amour triste quéchua
- Uruguay : Littérature en guarani[10],[11]

### Amérique du Nord
- Amérindien (catégorisation ethnique)
- Liste des langues disparues d'Amérique du Nord (en)
- Nord-Amérindiens, Amérindiens aux États-Unis, Premières Nations, Autochtones du Québec
- Art du récit des indigènes d'Amérique du Nord (en)
- Loi sur les langues autochtones (Canada, 2019)
- Renaissance amérindienne (États-Unis et Canada)
- Littérature amérindienne des États-Unis (en)
- Nationalisme littéraire amérindien aux États-Unis (en)
- Littérature francophone amérindienne du Québec, Maurizio Gatti
- Écrivains nord-amérindiens (en)
- Écrivaines nord-amérindiennes (en)
- Études amérindiennes (en)
- Dawes Act (USA, 1887), qui (entre autres) impose l'anglais comme langue d'enseignement dans les écoles des réserves indiennes

### Autres
- Littératures précolombiennes
- Études postcoloniales, Études décoloniales, Guerres de l'histoire
- Liste d'écrivains des peuples autochtones d'Amérique (en)